# ترانه‌ها (آلبوم)
 ترانه‌ها نام یک آلبوم موسیقی اثر آرمیک، هنرمند ایرانی است که در سبک پاپ تهیه شده و دارای ۸ آهنگ است.

## فهرست آهنگ‌ها
| ردیف | آهنگ        |
| ۱    | فرشته‌ها     |
| ۲    | اگه یه روز  |
| ۳    | سایه‌های ماه |
| ۴    | پل          |
| ۵    | زن          |
| ۶    | دل اسیر     |
| ۷    | نیمه شب     |
| ۸    | چشم من      |